# Ellenzék (napilap)
Az Ellenzék kolozsvári politikai, közgazdasági és társadalmi napilap volt 1880–1944 között. Bartha Miklós alapította 1878-ban, első száma 1880. október 1-jén jelent meg.

## Szerkesztők és munkatársak
Alapítója és felelős szerkesztője ifj. Magyari Mihály 1890-ben, később 1895-től főszerkesztője Bartha Miklós volt. További főszerkesztői: Dobó Ferenc (1919-21), Grois László (1921-25), Sulyok István (1925-26), Somodi András (1926-32), Szentimrei Jenő (1932-35), Grois László (1935-38), Végh József (1938-40), Zathureczky Gyula (1941-44), Szász Béla (1944). Az első világháború után a közgazdasági rovatot Fóris Lajos szerkesztette. A lap közreadott értékes helytörténeti és néprajzi tanulmányokat is, köztük P. Szentmártoni Kálmán írásait, Szomory Oszkár gazdasági, társadalmi cikkeit. A lap jeles közreműködője (1931-ig) Váradi Aurél, 1938-ig Mezey Mihály.

## Politikai irányvonala
Alapításkor az Ugron Gábor vezette ellenzék szócsöve volt. Az 1920-as években a polgári liberalizmus jellemezte, majd 1925-ben rövid ideig az Országos Magyar Párt orgánuma lett. Később Bánffy Miklós liberálisabb, a román kormánnyal együttműködést kereső szemléletét vette át. A második bécsi döntés után az Erdélyi Párt vonalát hirdette, és erős jobboldali befolyás alá került.

## Kolozsvári Estilap
1933. október 3-án Kolozsvári Estilap címmel indult az esti kiadás. 1935-38 között a címe Estilap volt. Felelős szerkesztője eleinte Végh József, 1941 és 1944 között Demeter Béla, munkatársai közt szerepelt Hobán Jenő, Kibédi Sándor, Marton Lili, Óss József, Pocol Victor. A Sztójay-kormány 1944 áprilisában háborúellenes magatartás miatt betiltotta.

## Vasárnapi Szó
A Vasárnapi Szó az Ellenzék 1939 októbere és 1940 januárja között kiadott melléklete.
A vásárhelyi találkozó után az ott megfogalmazott társadalmi és nemzeti összefogás eszméit továbbvivő önálló mellékletet Tamási Áron szerkesztette, aki az 1939. október 15-i, első számban újraközölte a Találkozó programdokumentumának is tekinthető Nemzedéki vallomást, amelyben többek között ez is olvasható: „Ha valaha szép és nyugtalanító díszek voltunk a nemzet építményén, most erős híd vagyunk, mely az előttünk járókat összeköti a nyomunkba lépő ifjúsággal. Népünk kiáltó szükségei és a feladatok sürgető parancsa ösztönös erővel sodortak egymáshoz minket és rendeltek közös munkára. Többé nem arra nézünk, amiben eddig különböztünk, hanem tudatosan arra, amiben ma egyek vagyunk. Nem fegyverszünetet, hanem békét kötöttünk egymással, mert mindnyájunk felett győzött a népünk iránti felelősség.” És alább: „Számunkra tehát ma a magyar társadalom az ösztönös sorsközösségen túl az az öntudatos munkaközösség, amelyet a nemzettest különböző, egymásért végzett testvéri szolgálata éltet. Éppen ezért a nemzeti megbecsülés és elismerés mértékévé egyénekkel és intézményekkel szemben a ténylegesen elvégzett munkát és szolgálatot tesszük.”
Az első számban a melléklet köré tömörült 34 leendő munkatárs közös nyilatkozata áll. E névsorban ott találhatók már az Erdélyi Fiataloknak a vásárhelyi találkozóról távol maradt képviselői (Debreczeni László, László Dezső, László Ferenc), a Hitel fiataljai (Albrecht Dezső, Venczel József, Vita Sándor), a Magyar Népközösség bukaresti irodavezetői tisztét betöltő Mikó Imre, a baloldallal való kapcsolatairól ismert Asztalos István, Asztalos Sándor, Kacsó Sándor és Kovács György, a helikoni táborból Kemény János, Szemlér Ferenc, Wass Albert, továbbá az EME főtitkára, Szabó T. Attila. Hiányoznak viszont azok, akiket a Találkozót előkészítő időszakban Tamási Áron „a népvalóság hirdetői”-nek nevezett, s akiknek kritikáját Balogh Edgár fogalmazta meg Jobbra szakadtak, balra szorultak c. cikkében (újbóli kiadás: Hármas kistükör. Budapest, 1945. 133–135). A melléklet tehát nem az egységet teremtette meg, hanem a vásárhelyi találkozót követő szakadást szentesítette.
A Vasárnapi Szó számaiban a közös nyilatkozatot aláírókon kívül Erdélyi József, Fodor József, Jékely Zoltán, Kiss Jenő, Reményik Sándor, Szabédi László, Szenczei László, Tompa László verseivel, novelláival, Féja Géza, Illyés Gyula, Szabó Zoltán, Szerb Antal, Vita Zsigmond kritikáival, Bíró Sándor, Kodály Zoltán, Molter Károly, Takács Lajos tanulmányaival, Kós Károly, Nagy Imre, Vásárhelyi Z. Emil grafikáival találkozunk.

## Magyar Dal
Tárcza Bertalan állandó rovata, amelyben a romániai magyar énekkari tevékenységről tájékoztatta az olvasókat.

## Irodalmi jelentősége
Az Ellenzék vasárnapi irodalmi melléklete fontos szerepet játszott az erdélyi magyar irodalomban. 1923 közepétől a négyoldalas heti mellékletet Kuncz Aladár szerkesztette, 1925-től Áprily Lajos is bekapcsolódott a szerkesztésbe. Kuncz Aladár irodalmi felfogása a Nyugatéhoz állt közel, de emellett baloldali szerzők munkáit is közölte.
A mellékletben az idők folyamán Babits Mihály, Bartalis János, Bárd Oszkár, Berde Mária, Dsida Jenő, József Attila, Juhász Gyula, Kosztolányi Dezső, Olosz Lajos, Szombati-Szabó István, Tompa László, Tóth Árpád versei, illetve Benedek Elek, Gulácsy Irén, Gyallay Pap Domokos, Kovács Dezső, Krúdy Gyula, Makkai Sándor, Molter Károly, Móricz Zsigmond, Nagy Lajos, Nyírő József, Sipos Domokos, Tabéry Géza, Tamási Áron elbeszélései jelentek meg. Szintén itt látott napvilágot Hunyady Sándor Győzők és legyőzöttek és Kós Károly Varjú nemzetség című regénye.
Emellett a román irodalom nagyjait is igyekeztek bemutatni: fordításokat közöltek Ion Agârbiceanu, Lucian Blaga, Ion Luca Caragiale, Mihai Eminescu, Emil Isac, Liviu Rebreanu, Mihail Sadoveanu műveiből.
Az irodalmi melléklet 1928-ban az Erdélyi Helikon indulásával gyakorlatilag megszűnt, de a lap továbbra is közölt irodalmi anyagokat. 1939-ben Tamási Áron szerkesztésében ismét elindult a Vasárnapi Szó című melléklet.